# Oliver Rowland
Oliver Rowland (Sheffield, 10 augustus 1992) is een Brits autocoureur. In 2016 was hij onderdeel van de Renault Sport Academy, het opleidingsprogramma van het Formule 1-team van Renault. In het seizoen 2024-2025 werd hij wereldkampioen in de Formule E.

## Carrière

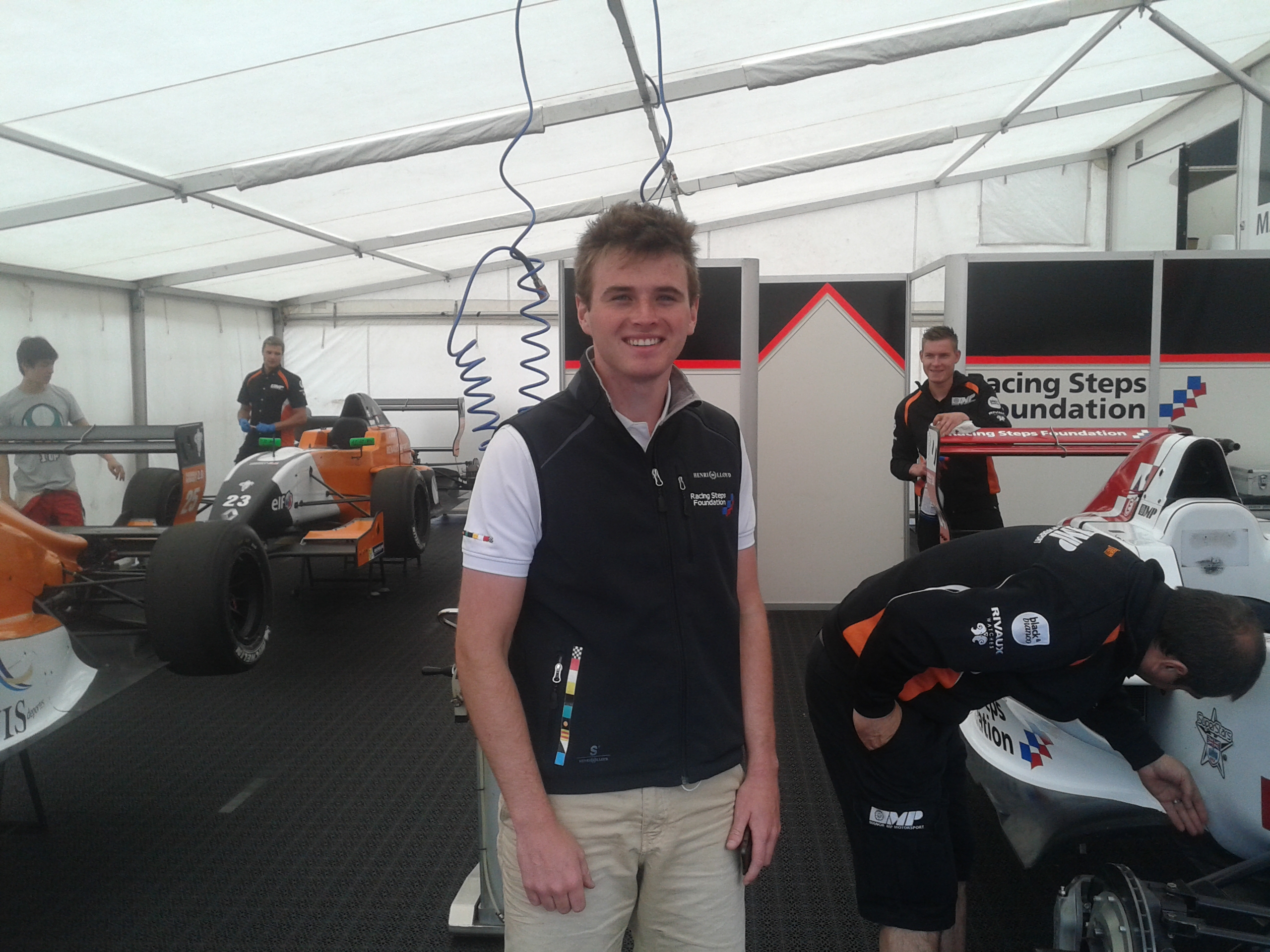
Oliver Rowland in 2013.

Rowland begon zijn carrière in het karting op zevenjarige leeftijd, waar hij tien jaar actief bleef. In 2003 en 2004 won hij de titel in de Super 1 National Cadet Championship. In 2007 won hij de titel in de Super 1 JICA en werd hij derde op het British Open Championship. In 2010, zijn laatste jaar in het karting, won hij de CIK-FIA World Cup.
Aan het eind van 2010 stapte Rowland over naar het formuleracing, waar hij in de Formule Renault UK Winter Series ging rijden voor het team CRS Racing. Ook werd hij gesponsord door de Racing Steps Foundation, die hem hielp om te promoveren naar het formuleracing. Hij eindigde tweemaal als twaalfde in het eerste weekend op het Snetterton Motor Racing Circuit, maar won zijn eerste race in de laatste race van het kampioenschap op het Pembrey Circuit. Hierdoor eindigde hij als zevende in het kampioenschap.
In 2011 reed Rowland voor Fortec Motorsport in een volledig seizoen van de Britse Formule Renault. Zijn prestaties werden beter tijdens het seizoen met vier overwinningen in de laatste zes races, waardoor hij uiteindelijk als tweede in het kampioenschap eindigde achter zijn teamgenoot Alex Lynn. Ook nam hij deel aan de Formule Renault UK Finals Series voor hetzelfde team, wat hij won met vier overwinningen en twee tweede plaatsen in zes races. Door zijn prestaties in deze kampioenschappen werd hij genomineerd voor de McLaren Autosport BRDC Award. Na de evaluatietests op Silverstone werd hij op 4 december tot winnaar uitgeroepen, waarmee hij Emil Bernstorff, Tom Blomqvist, Alex Lynn, Scott Malvern en Dino Zamparelli versloeg. Hij kreeg £ 100.000 cash en een Formule 1-test voor het team McLaren.
In 2012 stapte Rowland over naar de Eurocup Formule Renault 2.0, waar hij bij Fortec bleef rijden. Met twee derde plaatsen op de Moscow Raceway en een overwinning in de laatste race op het Circuit de Catalunya eindigde hij als derde in het kampioenschap achter Stoffel Vandoorne en Daniil Kvjat.
In 2013 bleef Rowland in de Eurocup rijden, maar stapte over naar het team Manor MP Motorsport. Hij behaalde acht podiumplaatsen, inclusief overwinningen op Spa-Francorchamps, de Moscow Raceway en de Red Bull Ring, waarmee hij als tweede in het kampioenschap eindigde achter Pierre Gasly. Voor hetzelfde team nam hij ook deel aan drie raceweekenden in de Formule Renault 2.0 NEC, waarin hij vier van de laatste vijf racecs won. Hierdoor eindigde hij als vierde in het kampioenschap, achter Matt Parry, Jack Aitken en Dennis Olsen, die wel het gehele seizoen deelnamen.
In 2014 stapt Rowland over naar de Formule Renault 3.5 Series, waarbij hij voor het team Fortec Motorsports gaat rijden. Hij won twee races op het Motorland Aragón en het Circuito Permanente de Jerez en werd achter Carlos Sainz jr., Pierre Gasly en Roberto Merhi vierde in het kampioenschap met 181 punten.
In 2015 bleef Rowland in de Formule Renault 3.5 rijden voor Fortec. Met acht overwinningen werd hij overtuigend kampioen met 307 punten, 73 meer dan zijn grootste rivaal Matthieu Vaxivière. Hij was de laatste kampioen in deze klasse, voordat de naam in 2016 veranderd wordt naar de Formule 3.5 V8. Hiernaast maakte hij dat jaar op Silverstone zijn GP2-debuut bij MP Motorsport als vervanger van Sergio Canamasas. Op Spa-Francorchamps reed hij ook voor dit team. Tijdens de laatste twee raceweekenden op het Bahrain International Circuit en het Yas Marina Circuit stapt hij in bij het team Status Grand Prix als vervanger van Richie Stanaway. Aan het eind van het seizoen maakte hij tevens zijn debuut in de Formule E tijdens het raceweekend op het Punta del Este Street Circuit voor het team Mahindra Racing als vervanger van de geblesseerde Nick Heidfeld.
In 2016 stapte Rowland fulltime over naar de GP2 Series, waar hij opnieuw uitkwam voor MP Motorsport. Hij doet dit als coureur in het nieuwe opleidingsprogramma van het Formule 1-team van Renault. Met vier podiumplaatsen in de eerste helft van het seizoen stond hij korte tijd bovenaan in het klassement, maar door een matige tweede helft van het seizoen zakte hij terug naar de negende plaats in de eindstand, waarbij hij 107 punten scoorde.
In 2017 blijft Rowland actief in de GP2, dat de naam heeft veranderd naar Formule 2, maar stapt hij over naar het team DAMS.